# Event (tidsskrift)
Event (ISSN 1396-9447) var et stort anlagt men kortlivet tidsskrift, der udkom i 1997 med undertitlen "Asschenfeldts kultur & livsstil". Udgiveren var Peter Asschenfeldts Magasiner, som opgav projektet efter tre numre.